# 문충실
문충실(文忠實, 1950년 2월 27일 ~ )은 대한민국의 군인 출신 정치인이다. 육군 소령으로 예편하였으며 제17대 동작구청장을 역임했다. 전북특별자치도 군산시 출신이다.

## 학력
- 문창초등학교 졸업
- 군산북중학교 졸업
- 1967년 군산고등학교 졸업
- 1971년 육군사관학교 제27기 문학사
- 1972년 육군포병학교 졸업
- 1973년 육군공병학교 졸업
- 1977년 육군보병학교 졸업
- 1982년 서울대학교 대학원 경제학 석사
- 1984년 서울대학교 행정대학원 행정학 석사

## 경력
- 1978년 대한민국 육군 소령 예편
- 1999년 마포구 부구청장
- 2001년 ~ 2003년 동대문구 부구청장
- 2007년 ~ 2008년 서울특별시 현장시정추진단 단장
- 민주당 정책위원회 부의장
- 민주당 서울시당 실업대책특별위원회 위원장
- 2010년 7월 ~ 2014년 6월 민선5기 동작구청장
- 2016년 새누리당 입당
- 자유한국당 동작을 지역위원회 고문

## 역대 선거 결과
|  | 54.27% |

|  | 0% |